# Фред Білоу
Фре́дерік Біло́у-молодший (англ. Frederick Below, Jr., вимовляється [BEE-low]; 16 вересня 1926, Чикаго, Іллінойс — 14 серпня 1988, там само) — американський блюзовий ударник. Відомий завдяки співапраці з Літтлом Волтером і гуртом the Aces.

## Біографія
Народився 16 вересня 1926 року в Чикаго (Іллінойс). Почав грати на барабанах у середній школі, вивчав перкусію у школі перкусії Роя К. Кнеппа. Починав як джазовий ударник, грав у стилі бібоп. Був призваний на службу в армію, де також грав у гурті. Після проходження служби, у 1951 році повернувся до Чикаго і переключився на блюзову музику.

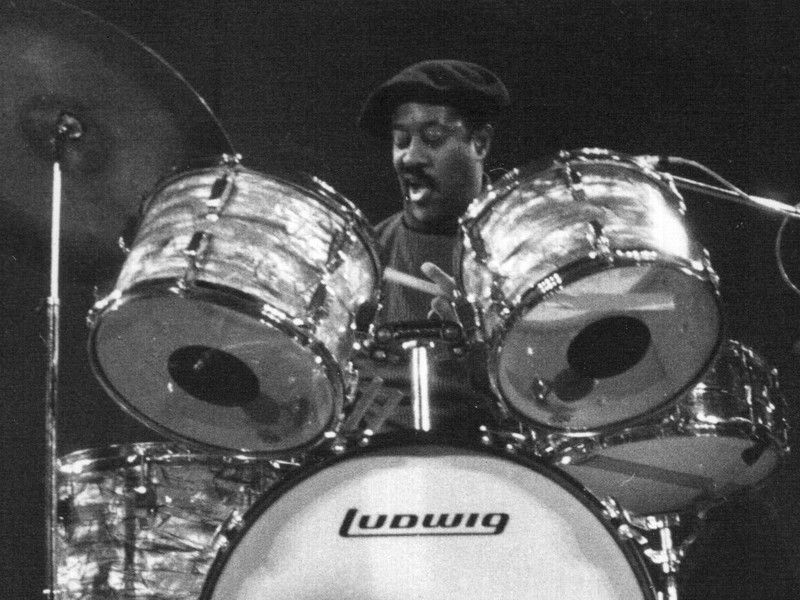
Білоу у Франції, 1975

Тодішній ударник гурту Мадді Вотерса Елджин Еванс познайомив Білоу з гуртом the Three Aces, в якому грали Джуніор Веллс (вокал, губна гармоніка), Луї Маєрс (гітара) і Дейв Маєрс (бас) і яким був потрібен ударник. Оскільки Белоу був джазовим ударником і не володів блюзовою технікою гри, тому він спершу не зовсім підходив гурту. На той час Літтл Волтер (після успіху інструментальної композиції «Juke») залишив гурт Мадді Вотерса і був замінений на Джуніора Веллса. Тоді Літтл Волтер приєднався до the Three Aces, оскільки Мадді Вотерс не грав у швикдому стилі, який був притаманний Волтеру. Літтл Волтер і the Four Aces (пізніше перейменовані на the Jukes) були дуже зіграним колективом і мали великий успіх у Чикаго.
Білоу взяв участь у записах найбільших хітів Волтера. Часто залучався в ролі сесійного музиканта, з ним записувались Мадді Вотерс, Віллі Діксон, Чак Беррі, Отіс Раш, Елмор Джеймс, Джуніор Веллс, Бадді Гай, Діна Вашингтон, Джон Брім, the Platters, the Moonglows, the Drifters, Бо Діддлі, Джон Лі Гукер, Хаулін Вульф та інші. Був штатним сесійним музикантом Chess, але записувався і на інших студіях, зокрема Vee-Jay, Cobra, Delmark і Testament. У 1965 році виступав в Європі у складі Американського фолк-блюзового фестивалю, продовжував гастролювати та іноді об'єднувався з the Aces. У 1966 році грав на дебютному альбомі Чарлі Масселвайта Stand Back! Here Comes Charley Musselwhite's Southside Band.
Помер 14 серпня 1988 року у віці 61 року від серцевого нападу в Чикаго. У 2018 році включений до Зали слави блюзу як учасник гурту the Aces.

## Манери гри
Фред Білоу і the Aces створили стандарт техніки «шаффлу». Білоу відомий завдяки використанню райдів, дерев'яних блоків та інших приладів і прийомів.